# Patrick Duffy

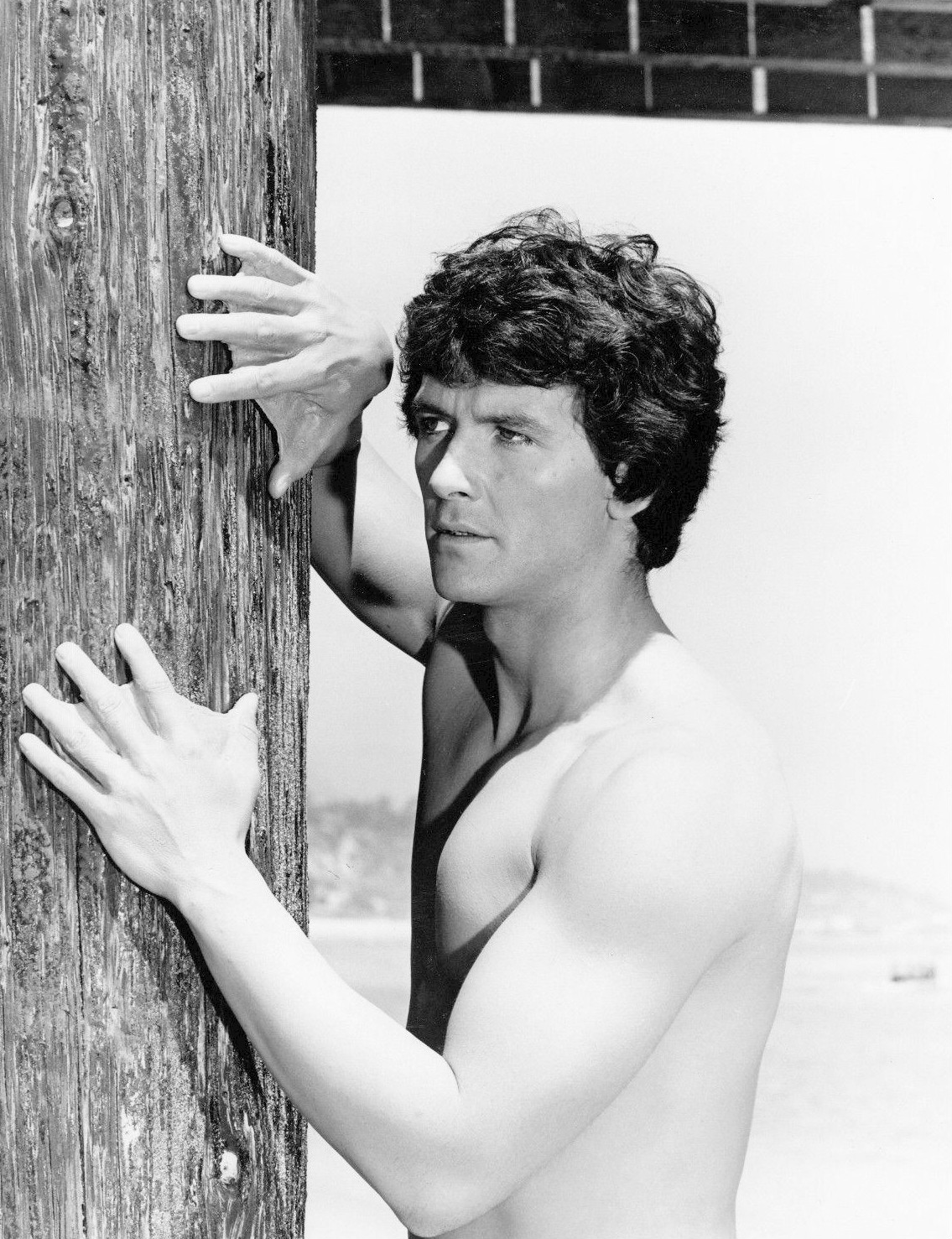
Patrick Duffy 1977

Patrick George Duffy, född 17 mars 1949 i Townsend, Montana, är en amerikansk skådespelare, sångare och regissör.
Duffy är mest känd för sin genombrottsroll som Bobby Ewing i TV-serien Dallas (1978-1985, 1986-1991, 2012; 356 avsnitt). Han medverkade även i tre avsnitt av Knots Landing som Bobby Ewing. Duffy var direkt efter Dallas med i komediserien Lugn i stormen tillsammans med Suzanne Somers. Han har också varit med i Danielle Steel-filmen Pappa. År 2006 medverkade han i Glamour som Stephen Logan. Dessutom var han med och producerade filmen Dallas: Släktfejden (1998). Han hade en återkommande gästroll i den svensk-amerikanska komediserien Welcome to Sweden.
Duffy var även aktiv som sångare på 1980-talet. Hans kanske största framgång var en duett 1983 med den franska sångerskan Mireille Mathieu.
Den 18 november 1986 sköts båda hans föräldrar, Terrence och Marie Duffy, ihjäl av två tonåringar, Kenneth Miller och Sean Wentz, under ett väpnat rån vid föräldrarnas hem i Boulder i Montana.  De två var tonåringar vid den tiden och dömdes för morden till 75 års fängelse. Miller ansökte men nekades nåd efter att Wentz erkänt som den enda som sköt under rånet. Miller och Wentz släpptes villkorligt 2007 respektive 2015.

## Filmografi
- Vamping (1984)
- Rusty: A Dog's Tale (1998) (Röst)
- He's Such a Girl (2009)
- You Again (2010)
- Trafficked (2017)

### TV-roller
- Hurricane (1974)
- The Man from Atlantis (1977-1978)
- Dallas (1978-1991) (327 avsnitt)
- Bombplan på hemligt uppdrag (1980)
- Stormvarning (1982)
- Strong Medicine (1986)
- Operation Bigger (1988)
- The Perfect Crime (1988)
- Mördande kärlek (1988)
- Children of the Bride (1990)
- Avlyssnaren (1990)
- Danielle Steel - Pappa (1991)
- Lugn i stormen (1991-1998)
- Texas (1994)
- Dallas J.R. Återvänder (1996)
- Eldsjäl (1997)
- Dallas: Släktfejden (1998)
- Don't Look Behind You (1999)
- Perfect Game (2000)
- Desolation Canyon (2006)
- Falling in Love With the Girl Next Door (2006)
- Love Takes Wing (2009)
- Healing Hands (2010)
- Dallas (2012-2014)
- Welcome to Sweden (2014)
- Hollywood Darlings (2017) (1 avsnitt)
- The Christmas Cure (2017)

### Regi
- 1981-1991 - Dallas (29 avsnitt)
- 1992-1998 - Lugn i stormen (41 avsnitt)
- 2014 - Dallas (1 avsnitt)
- 2015-2016 - Major Crimes (3 avsnitt)